# Shimomura Kanzan

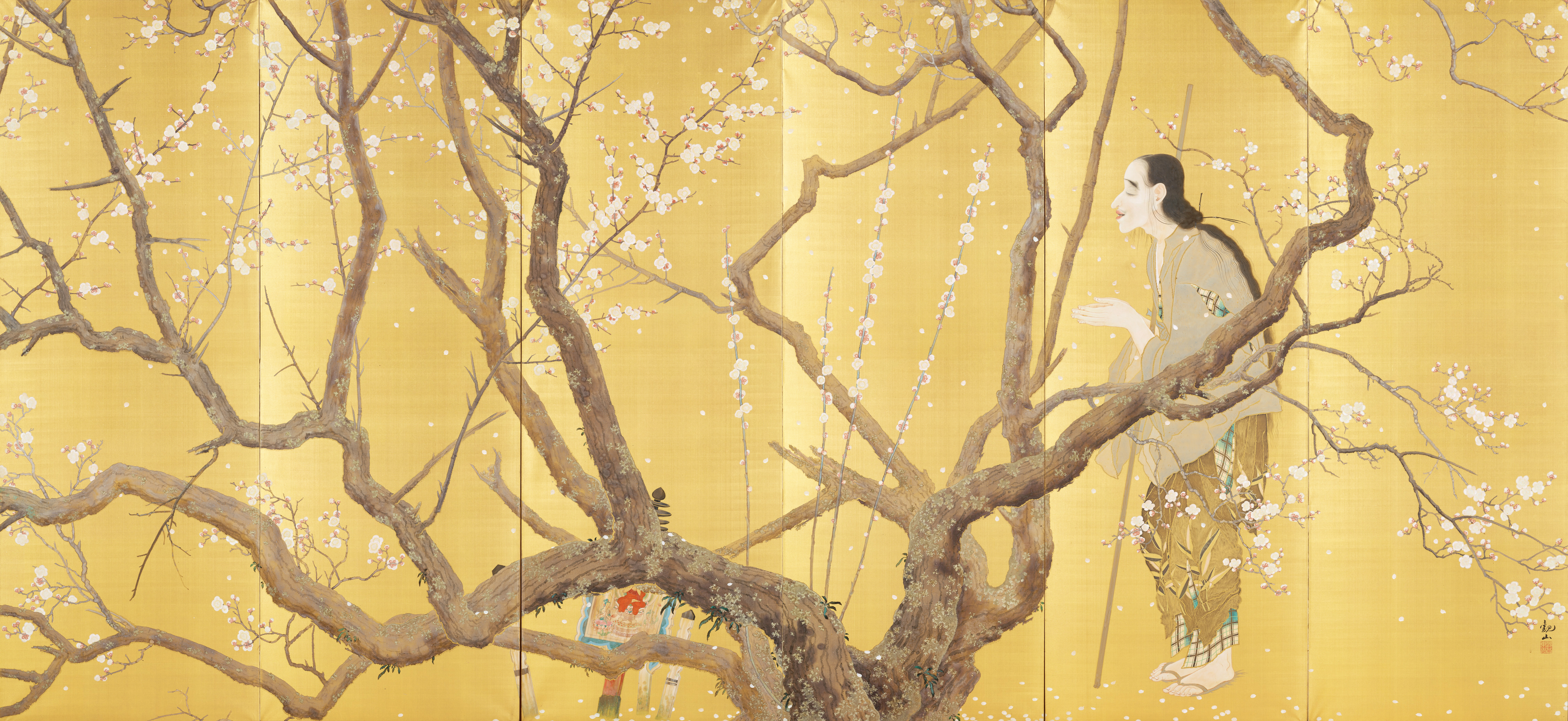
Yoroboshi (détail) par Shimomura Kanzan.

Shimomura Kanzan (下村 観山, Shinomura kanzan), pseudonyme de Seizaburo est un peintre japonais des XIXe et XXe siècles, né le 10 avril 1873 à Wakayama (préfecture de Wakayama), mort le 10 mai 1930 à Tokyo.

## Biographie
Peintre d'histoire classique, Shimomura Kanzan est né dans une famille de musiciens et de graveurs de sceaux. Il arrive à Tokyo avec ses parents en 1881. Dès l'âge de neuf ans, il commence à apprendre les techniques de la peinture avec Fujimura Tsuneoki, qui, rapidement, le fait entrer dans l'atelier de Kanō Hōgai en 1882. Par l'intermédiaire de ce dernier, il devient élève de Hashimoto Gahō en 1886. Trois ans plus tard, il est admis à Université des arts de Tokyo. 

## Son parcours
Dès ce moment, il commence à exposer. En 1894, il est promu assistant dans cette université. En 1896-97 il reçoit le premier prix de l'Académie Japonaise de Peinture et une de ses œuvres est acquise par l'État, pour la faire figurer à l'Exposition universelle de 1900 de Paris. En 1903, il est envoyé avec une bourse en Grande-Bretagne pour étudier les techniques de l'aquarelle. À cette occasion, il visite la France, la Belgique, les Pays-Bas, l'Allemagne et l'Italie, s'intéressant à l'ensemble de la peinture occidentale.

## Nouvelle tendance
À partir de 1917, il compte au nombre des artistes de l'entourage de la famille impériale, et il devient membre de l'Académie impériale des Beaux-Arts. En 1922, il devient membre-associé du Salon des artistes français de Paris, où il doit continuer d'envoyer des peintures après l'Exposition Universelle, et, en 1928, il y reçoit une distinction ou décoration. Il rencontre, dans les dernières années du XIXe siècle, l'américain Ernest Fenollosa, qui l'incite à un retour à la tradition  classique, dont Kanzan, après son ancien maître Kanō Hōgai, devient un des grands représentants à l'époque moderne. Après avoir pratiqué un style extrêmement minutieux dans ses premières œuvres à sujets historiques, il débute alors une tendance, dite morotai, c'est-à-dire sans os, sans cerne, plus impressionniste, l'accent étant mis sur le contraste ombre-lumière. 

## Nouveau style
Le problème de la couleur lui apparaît essentiel, et il fonde une sorte de communauté d'étude dans un village au nord de Tokyo, Itsuura Ibaragikan, que lui-même comparait au groupe de Barbizon. Ce nouveau style, qu'il qualifie de shikiteki motsu kotsu, « couleur sans os », constitue aussi une sorte de retour à un genre plus classique, bien qu'empreint d'un certain impressionnisme. Il poursuit son évolution picturale de façon stable, sans se laisser influencer par les divers mouvements contemporains. Dans ce qu'il appelle le intai gafu, genre relativement académique, il utilise les techniques traditionnelles, ne pouvant rejeter totalement les contours, à cause de son emploi de la couleur. Le style prudent de Kanzan, et, en définitive, peu audacieux, est bien resté situé dans la ligne du classicisme japonais.

## Musées
- Ses œuvres sont exposées au musée national de Tokyo.